# エイトサーティ
エイトサーティ（Eight Thirty、1936年 - 1965年）とは、アメリカ合衆国のサラブレッドの競走馬、および種牡馬である。怪我に苦しめられながらも5歳まで走り、トラヴァーズステークスやトボガンハンデキャップ連覇などの活躍を見せ続けた。1994年にアメリカ競馬殿堂入りを果たした。

## 経歴

### 若駒時代
エルデンハイムファームで生産された、サラブレッドの競走馬である。馬体の色は栗毛で、前脚が2本とも白く覆われていた。
デビュー前から後脚に怪我を抱えるハンデを背負いながらも、エイトサーティは1938年の2歳時に競走馬としてデビューを果たした。この年はフラッシュステークスで後のケンタッキーダービー馬ジョンズタウンを破るなど、ステークス競走2勝の成果を挙げた。しかし主要な競走では後の最優秀2歳牡馬のエルチコが立ちはだかり、ユナイテッドステーツホテルステークスでは3着、サラトガスペシャルでは2着に敗れている。アルバーニステークスでも1位入線しているが、進路妨害とみなされて失格になっている。
アルバーニステークスの後に怪我が悪化したため、1939年の3歳シーズンの始まりはその走りは精彩に欠くものであった。このため、エイトサーティはエルチコやジョンズタウン、シャルドンといった同期の有力馬が揃ったクラシック三冠戦線への参加が見送られた。
しかし、夏頃に出走したデラウェアパーク競馬場のダイアモンドステートステークスで久々に優勝を飾ると、そこからエイトサーティは本領を発揮し始めた。夏のサラトガ開催にてウィルソンステークス、トラヴァーズステークス、ホイットニーステークスと大競走を席巻し、さらにサラトガハンデキャップでは当時の一線級の古馬を相手にしながら優勝している。
しかし、ホイットニーステークスの後に再び怪我が悪化してしまい、同期のライバルとの対決もないまま、そのシーズンはそこで締めくくられた。

### 古馬時代
4歳シーズンには6ハロンのトボガンハンデキャップに出走、これをレコードタイムに迫る時計で優勝し、短距離でもその能力が生かせることを広くアピールした。その後もサバーバンハンデキャップを勝ち、ブルックリンハンデキャップとバトラーハンデキャップこそ3着・着外に終わるが、その次走マサチューセッツハンデキャップで同期の年度代表馬シャルドンを3着に破り、トラックレコードのおまけ付きで優勝した。
夏には再びサラトガ開催に赴き、ウィルソンステークスの連覇を勝ちとった。しかしまたしても怪我の悪化に苦しめられ、翌戦のサラトガハンデキャップで3着に敗れた直後にそのシーズンを終えている。
最後の年となった1941年の初戦はトボガンハンデキャップで、ここでは129ポンド（約58.5キログラム）のトップハンデを背負わされるが、楽々と連覇を成し遂げた。続くメトロポリタンハンデキャップでは132ポンド（約59.9キログラム）の酷量を課せられるが、9ポンド以上の斤量差があるはず他の8頭を尻目に快勝を決めた。
この後またもや怪我が再発し、エイトサーティはついに引退に追い込まれた。後脚に痛みを抱えながらの出走というハンデを背負いながらも、27戦して16勝、3着までを逃したのは3度のみと堅実な成績を残している。
同期のシャルドンに年度代表馬表彰などはすべて奪われていたものの、後の1994年にアメリカ競馬名誉の殿堂博物館によってその競走成績を評価され、殿堂馬の一頭として選定されるに至った。

## 引退後
スペンドスリフトファームで種牡馬となり、1958年に種牡馬を引退するまでに45頭のステークス競走勝ち馬を出すなど、同期のライバルたちに比べて成功を収めることができた。
代表的な産駒に、ピムリコスペシャルやトボガンハンデキャップを制したセーラー（Sailor 1952年生・牡馬）、デルマーダービー優勝のほかにダート6ハロン・7ハロンの世界レコードを樹立したボレロ（Bolero 1946年生・牡馬）、サラトガスペシャルなどに優勝した後に種牡馬としてケンタッキーダービー馬ヴェネチアンウェイを出したロイヤルコイナージ（Royal Coinage 1952年生・牡馬）、ファッションステークスを制し繁殖牝馬としてベルモントステークス優勝馬ジャイプールを出したレアパフューム（Rare Perfume 1947年生・牝馬）などがいる。後継の種牡馬は出たものの、現在ではすでにエイトサーティの父系は残っていない。
母の父としては、ベルモントステークス勝ち馬ジャイパー（Jaipur 1959年生・牡馬）や、1953年の最優秀2歳牝馬イブニングアウト（Evening Out 1951年生・牝馬）などを出している。
1965年4月7日、エイトサーティは老衰により28歳の生涯を閉じた。遺骸は同馬の母・ディナータイムのものと共に、スペンドスリフトファームの一流功労馬を収めるライオンズサークル墓地へと埋葬されている。

## 評価

### 主な勝鞍
※当時はグレード制未導入
1938年（2歳） 7戦3勝
クリスティーナステークス、フラッシュステークス
2着 - フューチュリティステークス、サラトガスペシャル
1939年（3歳） 10戦7勝
ダイアモンドステートステークス、ウィルソンステークス、サラトガハンデキャップ、トラヴァーズステークス、ホイットニーステークス
2着 - ケントハンデキャップ
1940年（4歳） 8戦4勝
トボガンハンデキャップ、サバーバンハンデキャップ、マサチューセッツハンデキャップ、ウィルソンステークス（連覇）
1941年（5歳） 2戦2勝
トボガンハンデキャップ（連覇）、メトロポリタンハンデキャップ

### 表彰
- 1994年 - アメリカ競馬名誉の殿堂博物館により、殿堂馬として選定される。
- 1999年 - ブラッド・ホース誌の選ぶ20世紀のアメリカ名馬100選において、第78位に選ばれる。
- デラウェアパーク競馬場に、同馬の名を冠した「エイトサーティステークス」が創設される。

## 血統表
| エイトサーティの血統（ロックサンド系（エクリプス系） / Rock Sand 3x5=15.63%、 Fairy Gold 3x5=15.63%、 Domino 母内4x5x5=12.50%、 Springfield 5x5=6.25%） | エイトサーティの血統（ロックサンド系（エクリプス系） / Rock Sand 3x5=15.63%、 Fairy Gold 3x5=15.63%、 Domino 母内4x5x5=12.50%、 Springfield 5x5=6.25%） | エイトサーティの血統（ロックサンド系（エクリプス系） / Rock Sand 3x5=15.63%、 Fairy Gold 3x5=15.63%、 Domino 母内4x5x5=12.50%、 Springfield 5x5=6.25%） | （血統表の出典）      | （血統表の出典） |
| 父 Pilate 1928 栗毛 アメリカ | 父の父Friar Rock 1913 栗毛 アメリカ | Rock Sand | Sainfoin              | Sainfoin         |
| 父 Pilate 1928 栗毛 アメリカ | 父の父Friar Rock 1913 栗毛 アメリカ | Rock Sand | Roquebrune            |                  |
| 父 Pilate 1928 栗毛 アメリカ | 父の父Friar Rock 1913 栗毛 アメリカ | Fairy Gold | Bend Or               | Bend Or          |
| 父 Pilate 1928 栗毛 アメリカ | 父の父Friar Rock 1913 栗毛 アメリカ | Fairy Gold | Dame Masham           |                  |
| 父 Pilate 1928 栗毛 アメリカ | 父の母Herodias 1916 芦毛 イギリス | The Tetrarch | Roi Herode            | Roi Herode       |
| 父 Pilate 1928 栗毛 アメリカ | 父の母Herodias 1916 芦毛 イギリス | The Tetrarch | Vahren                |                  |
| 父 Pilate 1928 栗毛 アメリカ | 父の母Herodias 1916 芦毛 イギリス | Honora | Gallinule             | Gallinule        |
| 父 Pilate 1928 栗毛 アメリカ | 父の母Herodias 1916 芦毛 イギリス | Honora | Word of Honour        |                  |
| 母 Dinner Time 1929 栗毛 アメリカ | 母の父High Time 1916 栗毛 アメリカ | Ultimus | Commando              | Commando         |
| 母 Dinner Time 1929 栗毛 アメリカ | 母の父High Time 1916 栗毛 アメリカ | Ultimus | Running Stream        |                  |
| 母 Dinner Time 1929 栗毛 アメリカ | 母の父High Time 1916 栗毛 アメリカ | Noonday | Domino                | Domino           |
| 母 Dinner Time 1929 栗毛 アメリカ | 母の父High Time 1916 栗毛 アメリカ | Noonday | Sundown               |                  |
| 母 Dinner Time 1929 栗毛 アメリカ | 母の母Seaplane 1922 鹿毛 アメリカ | Man o' War | Fair Play             | Fair Play        |
| 母 Dinner Time 1929 栗毛 アメリカ | 母の母Seaplane 1922 鹿毛 アメリカ | Man o' War | Mahubah               |                  |
| 母 Dinner Time 1929 栗毛 アメリカ | 母の母Seaplane 1922 鹿毛 アメリカ | Bathing Girl | Spearmint             | Spearmint        |
| 母 Dinner Time 1929 栗毛 アメリカ | 母の母Seaplane 1922 鹿毛 アメリカ | Bathing Girl | Summer Girl F-No.11-g |                  |